# Волинський статут

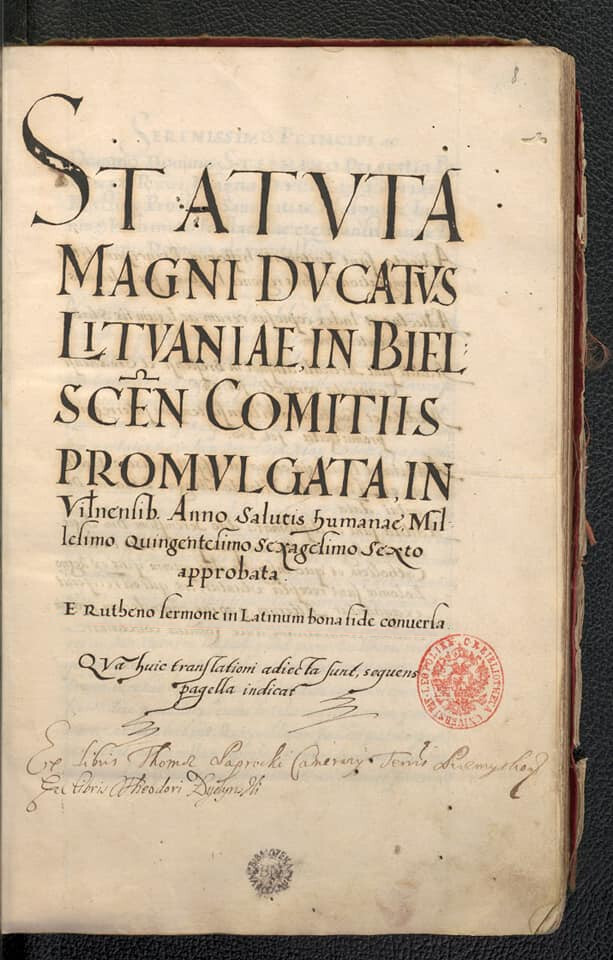
Статут Великого князівства Литовського латинською мовою, 1576 р.

Статут Великого князівства Литовського 1566 року, в українській історіографії також Волинський статут ─ друга редакція зводу законів Великого князівства Литовського, яке складало правову основу держави. Як Віленський привілей 1563 року, так і друга редакція Статуту були досягненням насамперед протестантської шляхти і магнатів, які брали дієву участь у створенні обох документів.
Статут 1566 року на білоруських землях діяв до прийняття нового зводу законів держави — Статуту 1588 року, а на українських землях, приєднаних до Польщі у 1569 році — Волинському, Київському, Брацлавському воєводствах (за винятком деяких артикулів), він продовжував діяти під назвою «Волинський Статут» і після набрання чинності Статутом 1588 року.

## Історія створення Статуту
У 1544 Брестський сейм звернувся до великого князя з проханням доопрацювати Статут Великого князівства Литовського 1529 року.
У 1551 була створена Статутна комісія, яка складалася з 5 католиків і 5 православних. Очолив 1-у комісію єпископ Жемайтії Ян Доманівський. Спори по окремих статтях затримали його введення в дію.
Завдяки старанням Остафія Воловича Статут був прийнятий і затверджений в 1566 році.
Привілеєм Сигізмунда II Августа від 1 березня 1566 Статут був затверджений. Привілей був надрукований в якості преамбули до Статуту і в ньому зазначалося, що саме цей звід законів є єдиним правомочним документом, «водле которого вжо вси обыватели того панства нашого Великого Княства Литовского и вси земли ку нему належачие будуть радити и судити».
Відомо 58 списків Другого Статуту (п’ять із них писані латиною, а чотири десятки — польською мовами).
З травня 2024 р. рукописний примірник польського перекладу Другого Статуту експонується на постійній виставці у Палаці Речі Посполитої у Варшаві.